# Подивин
Подивин (чеш. Podivín) град је у Чешкој Републици. Град се налази у управној јединици Јужноморавски крај, у оквиру којег припада округу Брецлав.

## Становништво
Према подацима о броју становника из 2014. године град је имао 2.929 становника.